# Siirt
Siirt (in curdo Sêrt‎) è una città e un distretto della provincia di Siirt, in Turchia.

## Clima
| Siirt (1991-2020)            | Mesi         | Mesi         | Mesi         | Mesi        | Mesi        | Mesi        | Mesi        | Mesi        | Mesi        | Mesi        | Mesi        | Mesi         | Stagioni | Stagioni | Stagioni | Stagioni | Anno    |
| Siirt (1991-2020)            | Gen          | Feb          | Mar          | Apr         | Mag         | Giu         | Lug         | Ago         | Set         | Ott         | Nov         | Dic          | Inv      | Pri      | Est      | Aut      | Anno    |
| ---------------------------- | ------------ | ------------ | ------------ | ----------- | ----------- | ----------- | ----------- | ----------- | ----------- | ----------- | ----------- | ------------ | -------- | -------- | -------- | -------- | ------- |
| T. max. media (°C)           | 7,3          | 9,3          | 14,2         | 19,7        | 25,7        | 32,8        | 37,5        | 37,6        | 32,6        | 25,2        | 15,7        | 9,1          | 8,6      | 19,9     | 36,0     | 24,5     | 22,2    |
| T. media (°C)                | 3,3          | 4,7          | 9,2          | 14,3        | 19,8        | 26,5        | 30,9        | 30,9        | 25,8        | 18,9        | 10,6        | 5,1          | 4,4      | 14,4     | 29,4     | 18,4     | 16,7    |
| T. min. media (°C)           | 0,4          | 1,2          | 5,1          | 9,7         | 14,3        | 20,1        | 24,1        | 24,1        | 19,4        | 13,7        | 6,8         | 2,3          | 1,3      | 9,7      | 22,8     | 13,3     | 11,8    |
| T. max. assoluta (°C)        | 19,7 (2014)  | 20,6 (2014)  | 28,5 (2008)  | 32,9 (2008) | 36,2 (1945) | 40,2 (2010) | 44,4 (2000) | 46,0 (1973) | 40,0 (2020) | 36,6 (2004) | 25,8 (1949) | 24,3 (2010)  | 24,3     | 36,2     | 46,0     | 40,0     | 46,0    |
| T. min. assoluta (°C)        | −19,3 (1950) | −16,5 (1950) | −13,3 (1985) | −4,1 (1956) | 2,0 (1984)  | 8,2 (1943)  | 13,1 (1958) | 14,4 (1983) | 8,5 (2009)  | 0,3 (1948)  | −6,6 (1953) | −14,6 (1956) | −19,3    | −13,3    | 8,2      | −6,6     | −19,3   |
| Precipitazioni (mm)          | 81,0         | 98,6         | 115,2        | 102,2       | 63,9        | 9,7         | 3,8         | 2,2         | 7,9         | 49,1        | 76,8        | 90,3         | 269,9    | 281,3    | 15,7     | 133,8    | 700,7   |
| Giorni di pioggia            | 12,73        | 12,53        | 14,83        | 14,07       | 11,33       | 4,13        | 1,53        | 1,0         | 2,47        | 8,77        | 9,07        | 11,9         | 37,2     | 40,2     | 6,7      | 20,3     | 104,4   |
| Ore di soleggiamento mensili | 108,5        | 121,5        | 164,3        | 192,0       | 263,5       | 333,0       | 356,5       | 331,7       | 285,0       | 217,0       | 156,0       | 105,4        | 335,4    | 619,8    | 1 021,2  | 658,0    | 2 634,4 |